# Sophrosyne robertsoni
Sophrosyne robertsoni is een vlokreeftensoort uit de familie van de Sophrosynidae. De wetenschappelijke naam van de soort is voor het eerst geldig gepubliceerd in 1891 door Stebbing & Robertson.